# Gindibu
Gindibu était le roi de Qédar qui dirigea les forces arabes à la bataille de Qarqar (853 av. J.-C.) qui l'opposait aux Assyriens. La description qu'un scribe assyrien fit de la taille de l'infanterie arabe est la première mention connue des Arabes comme groupe distinct. Ce nom ne fut pas utilisé par les Arabes postislamiques.